# Michelle Larcher de Brito
Micaela Carolina Larcher de Brito, conosciuta come Michelle Larcher de Brito (Lisbona, 29 gennaio 1993), è un'ex tennista portoghese.

## Biografia
Micaela Carolina Larcher de Brito, più conosciuta come Michelle Larcher de Brito (o semplicemente Michelle Brito), è una giovane tennista portoghese, allieva della prestigiosa accademia di Nick Bollettieri a Bradenton, in Florida, dall'età di 9 anni. Suo modello tennistico è la ex numero 1 Martina Hingis.
Visti i precoci risultati di Michelle e l'illustre mentore, sembra che possa essere destinata a una carriera importante. Tra gli esperti di tennis c'è chi preconizza sia la nuova Monica Seles o la nuova Marija Šarapova con la quale avrebbe in comune la potenza e la profondità dei colpi da fondo campo, il servizio potente, la poca propensione al gioco a rete, il carattere da lottatrice e soprattutto le sue forti urla, che raggiungono anche i 109 decibel. Oltre a questo, in comune con la siberiana, la giovane lusitana può vantare una fenomenale precocità: nel 2005, a soli 12 anni, vince il torneo Eddie Herr under 16, diventando la più giovane vincitrice di sempre e togliendo questo record proprio alla Sharapova che vinse nel 2000 quando aveva 13 anni.

### Esordi
Ha fatto il suo debutto nel circuito professionistico ITF nel febbraio 2007, partecipando al torneo di Midland, nel Michigan, dove è stata sconfitta nel I turno dalla veterana Kristina Brandi 6-4 2-6 5-7.
La giovanissima tennista ha debuttato nel circuito WTA a marzo 2007, ricevendo una wild card da parte del prestigioso torneo Tier I di Key Biscayne, a Miami, diventando la prima giocatrice portoghese ad entrare nel main draw di un torneo tier I. La giovane lusitana ha affrontato al I turno la veterana americana Meghann Shaughnessy, n.43 del ranking WTA. Dopo aver perso il I set con il punteggio di 6-3, la giovane portoghese riesce a contenere la tensione e si aggiudica con autorità il II set con il punteggio di 6-2, mentre nel III set mostra identica padronanza di sé in un set difficile che la vede costantemente appaiata all'americana, fino all'epilogo del tie-break finale che la vede prevalere con una certa autorevolezza. Con questo risultato è la seconda più giovane di sempre ad aggiudicarsi una vittoria nel main draw di Key Biscayne, dopo Jennifer Capriati e la prima tennista portoghese capace di sconfiggere una giocatrice top 50 del ranking wta.
Al secondo turno affronta la veterana Daniela Hantuchová reggendo solo nel I set, conclusosi 7-5 in favore della slovacca, per poi perdersi completamente nel II set che la Hantuchová si aggiudica per 6-0.
Michelle viene poi eliminata nelle qualificazioni del torneo ITF di Bogota, mentre riceve una wild card per l'ITF di Albuquerque in cui raggiunge la semifinale in cui viene sconfitta dalla n. 136 del ranking WTA Rossana de los Ríos. Con questa partecipazione viene classificata nel ranking WTA ed entra tra le prime 400 giocatrici del circuito WTA. In seguito affronta le qualificazioni per l'ITF di San Luis Potosí in cui arriva sempre in semifinale nella quale è eliminata da Arantxa Rus.
Dopo aver partecipato ad altri due ITF in cui esce al II turno, la portoghese partecipa all'ITF di Mexico City in cui raggiunge i quarti.
Il 9 dicembre 2007 Michelle de Brito conquista il titolo di Campionessa del mondo Junior alla sessantunesima edizione dell'Orange Bowl Junior battendo Melanie Oudin (che arrivava da una serie di 27 vittorie consecutive) con il punteggio di 7/5 6/3. La giocatrice portoghese è la seconda più giovane di sempre a conquistare tale titolo dopo la ceca Nicole Vaidišová.

### 2008
La tennista portoghese apre il 2008 mancando la qualificazione al main draw del torneo ITF di Surprise, mentre accede al torneo WTA di Memphis grazie a una wild card, nel quale esce al secondo turno per mano di Caroline Wozniacki dopo aver beneficiato del ritiro della Cohen-Aloro al I turno. Michelle riceve nuovamente una wild card dal prestigioso torneo di Key Biscayne: a Miami la giovanissima portoghese migliora la performance dell'esordio battendo in 3 set al primo turno la russa Makarova e soprattutto al II turno supera la n.16 del ranking Agnieszka Radwańska 2-6 6-3 7-5 dimostrando una notevole solidità mentale. Al terzo turno la portoghese viene sconfitta nettamente dalla Peer con un netto 6-0 6-2. In virtù di questi risultati la portoghese si concentra soprattutto sui tornei del circuito WTA, ottenendo però risultati piuttosto deludenti che dimostrano ancora inesperienza e leggerezza fisica della giovanissima tennista: esce al primo turno all'Estoril, al torneo di Fes dopo un bye viene sconfitta in due set dalla rientrante Jelena Dokić, mentre alle qualificazioni del torneo di Wimbledon esce al primo turno. Dopo un secondo turno all'ITF di Boston la Larcher De Brito prova le qualificazioni al torneo WTA di Stanford superandole brillantemente e giocando un torneo di buon livello nel quale elimina al I turno la n.34 Gisela Dulko per poi affrontare al II turno la n.5 del mondo ed ex numero 1 Serena Williams. La lusitana si aggiudica a sorpresa il primo set per 6-4 grazie a un tennis disinvolto e aggressivo, poi la Williams entra pienamente nel match e le rifila un 6-3 6-2. Il buon torneo le consente di guadagnare punti per l'ingresso tra le prime 200 giocatrici del ranking. La portoghese ripete un ottimo torneo al più prestigioso Tier I di Montréal, nel quale supera nuovamente le qualificazioni e il primo turno ai danni della n. 18 del ranking Flavia Pennetta per 6-3 0-6 6-3 per poi arrendersi al secondo turno dalla n.4 del ranking Svetlana Kuznecova al termine di un match molto equilibrato che si chiude con il punteggio di 7-5 2-6 6-4. Questo risultato le consente un altro balzo nel ranking fino alla posizione n. 130 con la quale si presenta alle quali dello Us Open fermandosi al terzo turno. Infine chiude l'anno raggiungendo i quarti al torneo di Tashkent, sconfitta dalla Cirstea e uscendo al I turno a quello di Quebec City contro la Kapros.

### 2009
La portoghese gioca le qualificazioni dell'Australian Open in cui esce al secondo turno contro l'italiana Alberta Brianti.
Nel mese di aprile Michelle debutta in Fed Cup con il Portogallo. A inizio maggio disputa le qualificazioni del torneo di Estoril ma perde nell'ultimo turno contro la russa Elena Bovina. Tuttavia, riesce ad entrare ugualmente nel main-draw di questo torneo come lucky-loser ma esce al primo turno contro Shahar Peer. Il 22 maggio riesce a qualificarsi per la prima volta nella sua carriera per un torneo dello Slam, il Roland Garros. Al primo turno del torneo francese batte Melanie South e al secondo Jie Zheng ma al terzo viene superata da Aravane Rezaï.

### 2013
Il 2013 promette bene per la portoghese. Passa nel primo turno del torneo inglese, Wimbledon, nel secondo elimina Marija Šarapova in due set per 6-3 6-4, passa così al terzo turno, dove viene però eliminata dall'italiana Karin Knapp.

## Statistiche

### Risultati in progressione
| Sigla | Risultato               |
| ----- | ----------------------- |
| V     | Vincitore               |
| F     | Finalista               |
| SF    | Semifinalista           |
| O     | Oro olimpico            |
| A     | Argento olimpico        |
| SF    | Bronzo olimpico         |
| QF    | Quarti di Finale        |
| 4T    | Quarto turno            |
| 3T    | Terzo turno             |
| 2T    | Secondo turno           |
| 1T    | Primo turno             |
| RR    | Round Robin             |
| LQ    | Turno di qualificazione |
| A     | Assente                 |
| ND    | Non disputato           |

| Legenda superfici    |
| -------------------- |
| Cemento              |
| Terra battuta        |
| Erba                 |
| Superficie variabile |

#### Singolare
| Tornei del Grande Slam     |          |          |       |       |       |       |       |       |       |                                  |                                  |
| Australian Open            | A        | A        | Q2    | Q1    | A     | Q3    | 1T    | A     | A     | 0 / 1                            | 0–1                              |
| Open di Francia            | A        | A        | 3T    | Q2    | Q1    | Q1    | Q1    | 1T    | Q1    | 0 / 2                            | 2–2                              |
| Wimbledon                  | A        | Q1       | 2T    | 1T    | A     | Q2    | 3T    | 3T    |       | 0 / 4                            | 5–4                              |
| US Open                    | A        | Q3       | 2T    | 1T    | Q3    | Q2    | 2T    | Q2    |       | 0 / 3                            | 2–3                              |
| Titoli                     | 0 / 0    | 0 / 0    | 0 / 3 | 0 / 2 | 0 / 0 | 0 / 0 | 0 / 3 | 0 / 2 | 0 / 0 | 0 / 10                           | N/A                              |
| Vittorie-Sconfitte         | 0–0      | 0–0      | 4–3   | 0–2   | 0–0   | 0–0   | 3–3   | 0–1   | 0-0   | N/A                              | 9–10                             |
| WTA Premier Mandatory      |          |          |       |       |       |       |       |       |       |                                  |                                  |
| Indian Wells               | A        | A        | 1T    | 1T    | A     | A     | 1T    | 1T    | Q2    | 0 / 4                            | 0–4                              |
| Miami                      | 2T       | 3T       | Q1    | 1T    | Q1    | A     | A     | Q1    | Q1    | 0 / 3                            | 3–3                              |
| Madrid                     | Not Held | Not Held | Q2    | Q1    | A     | A     | A     | A     |       | 0 / 0                            | 0–0                              |
| Pechino                    | Not PMM  | Not PMM  | Q1    | A     | A     | A     | A     | A     |       | 0 / 0                            | 0–0                              |
| Titoli                     | 0 / 1    | 0 / 1    | 0 / 1 | 0 / 2 | 0 / 0 | 0 / 0 | 0 / 1 | 0 / 1 | 0 / 0 | 0 / 7                            | N/A                              |
| Vittorie-Sconfitte         | 1–1      | 2–1      | 0–1   | 0–2   | 0–0   | 0–0   | 0–1   | 0–1   | 0-0   | N/A                              | 3–7                              |
| WTA Premier 5              |          |          |       |       |       |       |       |       |       |                                  |                                  |
| Montréal/Toronto           | A        | 3T       | Q1    | A     | A     | 1T    | Q1    | Q2    |       | 0 / 2                            | 2–2                              |
| Cincinnati                 | Not PM5  | Not PM5  | Q1    | A     | A     | A     | A     | A     |       | 0 / 0                            | 0–0                              |
| Titoli                     | 0 / 0    | 0 / 1    | 0 / 0 | 0 / 0 | 0 / 0 | 0 / 1 | 0 / 0 | 0 / 0 | 0 / 0 | 0 / 2                            | N/A                              |
| Vittorie-Sconfitte         | 0–0      | 2–1      | 0–0   | 0–0   | 0–0   | 0–1   | 0–0   | 0–0   | 0-0   | N/A                              | 2–2                              |
| Carriera                   |          |          |       |       |       |       |       |       |       |                                  |                                  |
| Tornei giocati             | 1        | 6        | 7     | 8     | 0     | 6     | 7     | 5     | 0     | Totale: 40                       | Totale: 40                       |
| Finali raggiunte           | 0        | 0        | 0     | 0     | 0     | 0     | 0     | 0     | 0     | Totale: 0                        | Totale: 0                        |
| Tornei vinti               | 0        | 0        | 0     | 0     | 0     | 0     | 0     | 0     | 0     | Totale: 0                        | Totale: 0                        |
| Statistiche per superficie |          |          |       |       |       |       |       |       |       |                                  |                                  |
| Cemento                    | 1–1      | 8–5      | 4–5   | 1–8   | 0–0   | 5–6   | 1–6   |       |       | N/A                              | 20–31                            |
| Terra rossa                | 0–0      | 0–1      | 2–2   | 2–2   | 3–0   | 0–0   |       |       |       | N/A                              | 7–5                              |
| Erba                       | 0–0      | 0–0      | 1–1   | 2–2   | 0–0   | 1–1   | 2–1   |       |       | N/A                              | 6–5                              |
| Sintetico                  | 0–0      | 0–0      | 0–0   | 0–0   | 0–0   | 0–0   |       |       |       | N/A                              | 0–0                              |
| Vittorie-sconfitte totali  | 1–1      | 8–6      | 7–8   | 5–12  | 3–0   | 6–7   | 3–7   |       |       | N/A                              | 33–41                            |
| Percentuale vittorie       | 50%      | 57%      | 47%   | 29%   | 100%  | 46%   | 30%   |       |       | Percentuale vittorie totale: 45% | Percentuale vittorie totale: 45% |
| Ranking di fine anno       | 312      | 124      | 114   | 205   | 146   | 130   | 109   | 127   |       | 414 621 $                        | 414 621 $                        |

## Vittorie contro giocatrici Top 10
| Stagione | 2013 | 2014 | 2015 | Totale |
| Vittorie | 1    | 0    | 1    | 1      |

| #    | Giocatrice      | Ranking | Evento                         | Superficie | Turno | Punteggio        | Rank. MLDBR |
| ---- | --------------- | ------- | ------------------------------ | ---------- | ----- | ---------------- | ----------- |
| 2013 |                 |         |                                |            |       |                  |             |
| 1.   | Marija Šarapova | 3       | Torneo di Wimbledon, Londra    | Erba       | 2T    | 6-3, 6-4         | 131         |
| 2015 |                 |         |                                |            |       |                  |             |
| 2.   | Ana Ivanović    | 7       | Birmingham Classic, Birmingham | Erba       | 2T    | 6-4, 3-6, 7-6(6) | 135         |